# Helluva Band
Helluva Band è il secondo album degli Angel, pubblicato nel 1976 per l'etichetta discografica Casablanca Records.

## Tracce
1. Feelin' Right (DiMino, Giuffria, Meadows) 4:43
2. The Fortune (DiMino, Giuffria, Meadows) 8:40
3. Anyway You Want It (DiMino, Meadows) 2:32
4. Dr. Ice (DiMino, Giuffria, Lawrence, Meadows) 5:23
5. Mirrors (DiMino, Giuffria, Meadows) - 4:28
6. Feelings (DiMino, Giuffria, Meadows) - 5:42
7. Pressure Point (Brandt, DiMino, Jones, Meadows) - 5:26
8. Chicken Soup (DiMino, Giuffria, Meadows) - 4:46
9. Angel Theme (Brandt, Giuffria) - 2:32

## Formazione
- Frank Dimino - voce
- Punky Meadows - chitarra
- Gregg Giuffria - organo, piano, clavinet, mellotron, sintetizzatori
- Mickey Jones - basso
- Barry Brandt - batteria, percussioni